# Navarra
Navarra (tiếng Tây Ban Nha: Navarra [naˈβara]; tiếng Basque: Nafarroa [nafaro.a]; tiếng Anh: /nəˈvɑːr/) tên chính thức là Comunidad Foral de Navarra (Cộng đồng được công nhận của Navarre) là một tỉnh và cộng đồng tự trị fuero ở miền bắc Tây Ban Nha, giáp với Cộng đồng tự trị Basque, La Rioja và Aragon ở Tây Ban Nha và Nouvelle-Aquitaine ở Pháp. Thành phố thủ phủ là Pamplona (tiếng Basque: Iruña). Ngày nay tỉnh chiếm phần lớn lãnh thổ của Vương quốc Navarre trong thời trung cổ, là một vương quốc Pyrénées lâu đời chiếm giữ các vùng đất ở cả hai bên dãy núi Pyrenees, phần phía tây cùng với phần cực bắc của nó, vùng Hạ Navarre, nằm ở góc tây nam của Pháp.